# Харолд Вилсон
Џејмс Харолд Вилсон, барон Вилсон од Ривоа (енгл. James Harold Wilson; Хадерсфилд, 11. март 1916 — Лондон, 24. мај 1995) био је британски премијер од 1964. до 1970, и од 1974. до 1976. године.
Рођен је у Хадерсфилду, у Западним Јоркширу, а образовао се на Универзитету у Оксфорду, где је касније добио звање професора економије. Ушао је у Парламент 1945. године и успео да наследи Хјуа Гејтксела као вођа Лабуристичке странке 1963. године победивши на општим изборима следеће године.
Као британски премијер, Вилсон је спровео социјалне реформе у образовању, здравству, пензијама и контроли цена, радио је на родној равноправности, провизијама за децу и особе са инвалидитетом.

## Биографија
Харолд Вилсон је рођен у Хадерсфилду 1916. године. Потиче из породице која је ценила и бавила се политиком. Његов отац Џејмс Херберт Вилсон је био хемичар и активан члан Либералне партије, а касније је постао присталица Лабуристичке партије. Његова мајка Етел је пре него што се удала била учитељица, након чега се посветила породичном животу.
Харолд се школовао на Универзитету Оксфорд, где је био под утицајем свог ментора историје, Г. Д. Х. Кола. Радио је као истраживач асистент код Вилијама Бевериџа на Лондонској школи за економију, пре него што је постао предавач економије на Оксфорду. Током Другог светског рата био је директор економије и статистике у Министарству горива и енергије.
Вилсон је први пут изабран за премијера 15. октобра 1964. Основна идеја му је била да модернизује земљу. Залагао се за либерализацију закона о цензурисању, разводима и хомосексуалости. Његов мандат је запамћен по укидању смртне казне 1965. године, девелвацији фунте 1967. године, као и по увођењу заједничког образовања за дечаке и девојчице. Креирао је Отворен универзитет и радио је на смањењу дискриминације против жена и етничких мањина. Иако је успешно спровео своје замисли и развио социјалну политику земље, од када је дошао на власт, порези највећих потрошача су порасли чак на 83%, незапосленост није била решена и број људи без посла је прелазио милион.
За разлику од унутрашње политике, Вилсон се није показао либералан на пољу спољашње политике. Желео је да одржава улогу Велике Британије као водећу у свету и на томе је радио тако што би задржао уједињен Комонвелт и одржавао савез између Енглеске и Америке. Успео је да балансира између интереса Британије и ставова Америке. Филип Зиглер га је описао као искреног брокера. С једне стране допринео је Вијетнамском рату, а како би контролисао немире и појачано насиље у Северној Ирској 1969. године, тамо је послао британске трупе. Покушавао је да реши спорове између националиста и унијата у Северној Ирској, али је на крају сваки његов покушај испао потпуно неуспешан.
Међутим, морао је потпуно да промени британску улогу у свету након што је направљен дефицит од 400 милиона фунти и војска је била врло велика што држава није могла да издржава. Да би решио ова два повезана проблема, Вилсон је издао Преглед одбране 1965. и формирао Департман за економска питања.
Године 1975, у Британији је одржан први референдум на коме је већина гласала у корист приступања Европској заједници, чиме је окончан период поделе унутар лабуристичке странке.
На спољнополитичком плану Вилсон је покушао да реши проблем који је настао када је белачка влада у Родезији прогласила независност. Предузео је све што је било у његовој моћи - и преговоре и увођење економских санкција, али није имао успеха. Изгубио је на изборима 1970. године.
Године 1974. је постао премијер, а у марту 1976. године неочекивано је поднео оставку. Следећег месеца добио је титулу витеза, а 1983. и титулу племића, која се наслеђује. Наследио га је Џејмс Калахан.
Харолд Вилсон је преминуо 24. маја 1995. у Лондону.